# Liste der Kulturdenkmäler in Aremberg
In der Liste der Kulturdenkmäler in Aremberg sind alle Kulturdenkmäler der rheinland-pfälzischen Ortsgemeinde Aremberg aufgeführt. Grundlage ist die Denkmalliste des Landes Rheinland-Pfalz (Stand: 12. Juni 2023).

## Einzeldenkmäler
| Bezeichnung                     | Lage                                                | Baujahr         | Beschreibung                                                                                | Bild                                    |
| ------------------------------- | --------------------------------------------------- | --------------- | ------------------------------------------------------------------------------------------- | --------------------------------------- |
| Burgmannenhaus                  | Burgstraße 4 Lage                                   | 1749            | barocker Mansardwalmdach, Doppelwappen bezeichnet 1749; Gesamtanlage mit Scheune/Remise     | weitere Bilder Fotos hochladen          |
| Takenplatten                    | Burgstraße, an Nr. 27 Lage                          |                 | zwei Takenplatten                                                                           | BW                                      |
| Bildstock                       | Burgstraße, Ecke Eichenbacher Straße Lage           |                 | Bildstock, barock                                                                           | BW                                      |
| Katholische Kirche St. Nikolaus | Kirchstraße Lage                                    | 1783            | Saalbau, 1783; Gesamtanlage mit Friedhof und Pfarrhaus                                      | weitere Bilder Fotos hochladen          |
| Kreuze                          | Kirchstraße, auf dem Friedhof Lage                  |                 | Kreuz, um 1730; drei Grabkreuze                                                             | Fotos hochladen                         |
| Pfarrhaus                       | Kirchstraße 1 Lage                                  | um 1800         | Fachwerkbau, verputzt und verschiefert, Walmdach, um 1800, Fachwerkscheune, 19. Jahrhundert | Fotos hochladen                         |
| Grabkreuzfragment               | Gemarkung                                           | 1792            | Grabkreuzfragment, bezeichnet 1792                                                          | Direkt Bild zu diesem Denkmal hochladen |
| Wegekreuz                       | westlich des Ortes Lage                             | 1871            | Wegekreuz, Gusseisen, bezeichnet 1871                                                       | Fotos hochladen                         |
| Ruine Schloss Aremberg          | östlich des Ortes auf dem Vulkankegel Aremberg Lage | 18. Jahrhundert | spärliche Reste und teilweise rekonstruierter Turm der Schlossgebäude des 18. Jahrhunderts  | weitere Bilder Fotos hochladen          |
| Bildstock                       | südwestlich des Ortes                               | 18. Jahrhundert | Bildstock, 18. Jahrhundert                                                                  | Direkt Bild zu diesem Denkmal hochladen |
| Bildstock                       | südwestlich des Ortes                               | 18. Jahrhundert | Bildstock; barocke Auferstehungsszene, 18. Jahrhundert                                      | Direkt Bild zu diesem Denkmal hochladen |
| Bildstock                       | südwestlich des Ortes; Distrikt Kapellenbüsch Lage  | 18. Jahrhundert | Bildstock; barocke Kreuzigungsszene, 18. Jahrhundert                                        | Fotos hochladen                         |
| Schutzengelkapelle              | südwestlich des Ortes (Kapellenstraße) Lage         | 1669            | Saalbau, 1669                                                                               | weitere Bilder Fotos hochladen          |
| Wegekreuz                       | westlich von Aremberg; Distrikt Kapellenbüsch Lage  | 1766            | Wegekreuz, bezeichnet 1766                                                                  | BW                                      |